# Harlem Shake
Harlem Shake is een single van de Amerikaanse dj en muziekproducent Baauer en tevens een internetfenomeen.

## Single
De single werd op de markt gebracht als gratis download op 22 mei 2012 onder het Mad Decent/Jeffree-label. De muziek behoort tot het genre hiphop en bass, met golvende synthesizers, harde snare drums, een mechanische bassline en stukken met grommende leeuwen. Het lied bevat ook samples van de tekst "then do the Harlem Shake" uit het lied Miller Time (2001) van de Amerikaanse hiphopgroep Plastic Little.

## Internetfenomeen
Het internetfenomeen Harlem Shake verkreeg zijn populariteit in februari 2013, naar aanleiding van de release van een video op 2 februari door vlogger Filthy Frank, met 13.000 volgers op YouTube. Het fenomeen verspreidde zich snel als gevolg van de inspanningen van mensen om de video na te doen. In enkele weken tijd werden meer dan 12.000 video’s gecreëerd met in totaal meer dan 44 miljoen views.
Normaal gesproken begint iedere video met een persoon (vaak gemaskerd of gehelmd) die gedurende 15 seconden in zijn eentje danst op het liedje, omringd door andere mensen die zich niet bewust zijn van zijn activiteit. Wanneer de bas daalt, gaat de video in een snelle overgang naar alle mensen die staan te dansen en vaak dragen zij heel weinig of rare kleding en maken ze allerhande rare bewegingen. De video’s duren telkens rond de 30 seconden wat hun populariteit mede verklaart.
Ten gevolge van dit internetfenomeen steeg de verkoop op iTunes in de tweede week van februari naar 12.000 stuks waardoor de single in verschillende hitlijsten binnenkwam.
In de aflevering "Gorgeous Grampa" van de animatieserie The Simpsons wordt de Harlem Shake gedaan.

### Hitnoteringen

#### Nederlandse Top 40
| Hitnotering: 23-02-2013 t/m 13-04-2013 | Hitnotering: 23-02-2013 t/m 13-04-2013 | Hitnotering: 23-02-2013 t/m 13-04-2013 | Hitnotering: 23-02-2013 t/m 13-04-2013 | Hitnotering: 23-02-2013 t/m 13-04-2013 | Hitnotering: 23-02-2013 t/m 13-04-2013 | Hitnotering: 23-02-2013 t/m 13-04-2013 | Hitnotering: 23-02-2013 t/m 13-04-2013 | Hitnotering: 23-02-2013 t/m 13-04-2013 | Hitnotering: 23-02-2013 t/m 13-04-2013 |
| Week:                                  | 1                                      | 2                                      | 3                                      | 4                                      | 5                                      | 6                                      | 7                                      | 8                                      |                                        |
| -------------------------------------- | -------------------------------------- | -------------------------------------- | -------------------------------------- | -------------------------------------- | -------------------------------------- | -------------------------------------- | -------------------------------------- | -------------------------------------- | -------------------------------------- |
| Positie:                               | 23                                     | 5                                      | 4                                      | 5                                      | 12                                     | 17                                     | 24                                     | 35                                     | uit                                    |

#### NederlandseSingle Top 100
| Positie: | 16 | 5 | 5 | 4 | 12 | 25 | 32 | 44 | 64 | 78 | uit |

#### VlaamseUltratop 50
| Positie: | 6 | 2 | 2 | 3 | 6 | 11 | 14 | 17 | 27 | 36 | 47 | 50 | uit |

AYBABTU · Bed Intruder Song · Bert is Evil · Bielefeldcomplot · Dat Boi · facepalm · Gangnam Style · Grumpy Cat · Happy Merchant · Harlem Shake · Ice Bucket Challenge · intelligent falling · Invisible Pink Unicorn · lolcat · leisure diving · Loitumameisje · Numa Numa · Nyan Cat · Oof · Pedobear · Pepe the Frog · Planking · Rage Comics · rickroll · ROFLcopter · Serge de lama · Vliegend Spaghettimonster